# Divinità poliade
Una divinità polìade (dal greco πολιάς -άδος, da πόλις, polis, 'città') è la divinità protettrice di una città, in cui il suo culto è preminente su quello di altri dèi. Il culto di divinità poliadi è comune a molti popoli antichi.

## Divinità poliadi in Mesopotamia
La presenza di divinità poliadi è una caratteristica delle religioni mesopotamiche sin dal tempo dei Sumeri. Così, ad esempio, le tre divinità sumeriche principali, An, Enlil ed Enki erano rispettivamente le divinità sovrane delle città di Uruk, Nippur ed Eridu. Nel racconto sumerico del diluvio universale l'assegnazione di una divinità poliade ad ogni città sin dal momento della sua fondazione è una decisione del dio supremo Enlil emessa sin dagli albori della storia umana (e comunque prima del diluvio):
(Traduzione dal sumerico di Giovanni Pettinato in I Sumeri, Milano, 1992, p.71)
Quando una città sconfiggeva un'altra, emergendo in modo egemonico sulla regione, si riteneva che al dio poliade della stessa fosse stato assegnato dal re degli dèi, Enlil, il governo del mondo.

## Divinità poliadi in Egitto
Menfi era protetta da Ptah; Tebe da Amon; Djedet da Hatmehit; Sais da Neith; Ieracompoli da Horus; ecc. 

## Divinità poliadi in Grecia
Ogni città della Grecia antica aveva una o più divinità protettrici. Atene era protetta da Atena; Sparta da Ares; Efeso e Tauride da Artemide; Argo, Sicione, Crotone e Samo da Era; Corinto e Rodi da Elio; Delfi, Delo, Apollonia Pontica, Apollonia di Cirenaica, Apollonia, Crisa, Cilla, Tenedo, Troia e Didima da Apollo; Cipro, Citera, Pafo e Durazzo da Afrodite; Egina da Afaia; Creta, Olimpia e Dodona da Zeus; l'Istmo di Corinto, la Beozia, la Tessaglia, la Ionia, Calauria, Taranto, Poseidonia ed Elice da Poseidone; Eleusi e Paro da Demetra; Epidauro e Psofide da Asclepio; Lemno e Lipari da Efesto; Nasso e Tebe da Dioniso; Cirene da Cirene;

## Divinità poliadi nell'impero romano
Roma è protetta da Giove; Firenze da Marte; Ariccia da Diana; Lanuvio da Giunone; Palestrina da Fortuna; Tivoli da Ercole; Volsinii da Vertumno; ecc. 